# Óleo de algas

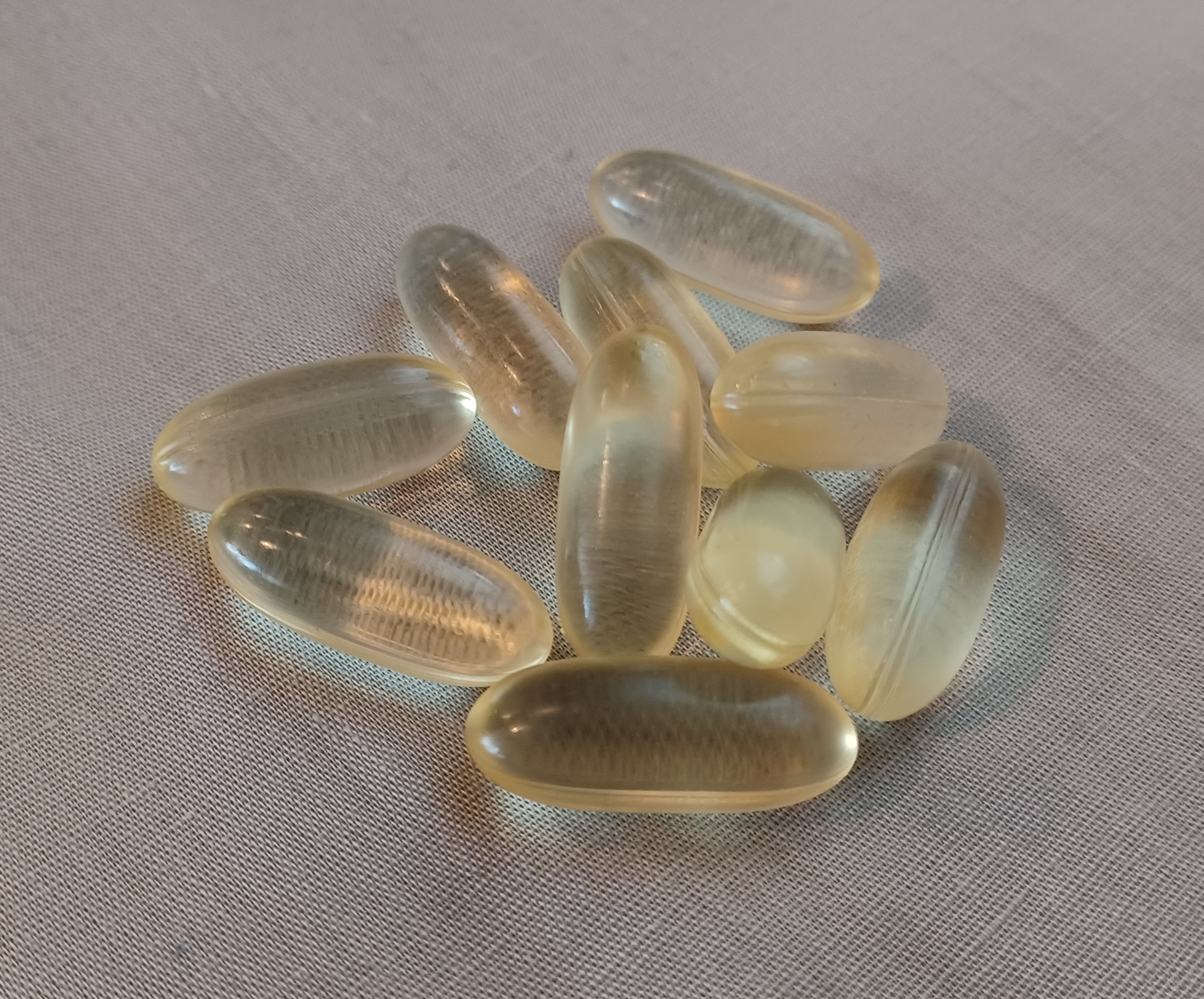
Cápsulas de suplemento de ômega-3 com 96,3% de óleo de algas.

O óleo de algas marinhas, também chamado de óleo de algas, é usado para fazer alimentos, com o produto purificado quase incolor e inodoro. Também está em desenvolvimento como um possível combustível alternativo e agente de fabricação.
O óleo de algas também é usado como fonte de suplemento alimentar de ácidos gordos, pois contém gorduras mono e poliinsaturadas, em particular EPA e DHA, ambos ácidos gordos ômega-3. O conteúdo de DHA do suplemento é aproximadamente equivalente ao do suplemento de óleo de peixe à base de salmão.
O óleo de algas também é usado para biocombustível, fabricação de produtos farmacêuticos, óleo de massagem, sabonetes e loções.